# Lista de bioquímicos
Esta é uma lista de bioquímicos que contribuiram relevantemente com a ciência.

## A
- Isaac Asimov, (1920-1992)
- John E. Amoore
- Antoine Lavoisier

## B
- Michael Behe
- Konrad Emil Bloch, (1912-2000)
- Adrian Brown
- Eduard Buchner, (1860-1917)
- Karl-Birger Blomdahl (1916-1968)
- Boris Pavlovich Belousov (1893 - 1970)

## C
- Carl Ferdinand Cori, (1896-1984)
- Gerty Cori, (1896-1957)
- Peter Coveney

## D
- Carl Peter Henrik Dam, (1895-1976)
- Sergi Durmishidze (1910-1989)
- Revaz Dogonadze, (1931-1985)
- Christian de Duve, (1917)

## F
- Heinz Fraenkel-Conrat, (1910-1999)
- Kazimierz Funk, (1884-1967)

## G
- Walter Gilbert, (1932)
- Duane Gish
- Varlam Gvaladze, (1893-1944)

## H
- John Haldane
- Dorothy Hodgkin, (1910-1994)
- Frederick Gowland Hopkins, (1861-1947)
- Harold Harper

## K
- Bernard Katz (1911-2003)
- Stuart Alan Kauffman, (1939)
- John Kendrew, (1917-1997)
- Hans Kornberg (1928), britânico.
- Hans Adolf Krebs, (1900-1981)
- George Kvesitadze (1942)

## L
- Albert Lester Lehninger

## M
- John James Richard Macleod, (1876-1935)
- Thaddeus Mann (1908-1993)
- Bruce McConnell (1933)
- Maude Menten
- Peter Mitchell
- Leonor Michaelis
- Jacques Monod, (1910-1976)
- Kary Mullis, (1944)

## N
- Joseph Needham (1900—1995)
- Marshall Warren Nirenberg

## O
- Frank Olsen, (?-1953)

## P
- Linus Pauling, (1901-1994
- Louis Pasteur, (1822-1895)
- Max Perutz, (1914-2002)

## Q
- Judah Hirsch Quastel, (1899-1987)

## R
- David Rittenberg, (1906-1970)

## S
- Rudolph Schoenheimer (1898 - 1941)
- Rupert Sheldrake, (1942)
- Raj Shankar (1947-2000)
- Edwin Southern (1938)

## V
- Angela Vincent
- Frederic Vester, (1925-2003)
- John Craig Venter, (1946)
- D M Vasudevan

## W
- Selman Waksman, (1888-1973)
- Friedrich Wöhler, (1810-1882)

## X
- António de Vasconcelos Xavier (1943-2006)